# 2598 Merlin
A 2598 Merlin (ideiglenes jelöléssel 1980 RY) a Naprendszer kisbolygóövében található aszteroida. Edward L. G. Bowell fedezte fel 1980. szeptember 7-én.